# Мур, Эдвард (гребец)
Эдвард Пирман «Эд» Мур (англ. Edward Peerman "Ed" Moore; 20 октября 1897, Ringgold, Виргиния — 9 февраля 1968, Миддлберг, Виргиния) — американский гребец, чемпион летних Олимпийских игр 1920 года в Антверпене в зачёте восьмёрок, победитель и призёр многих студенческих регат по академической гребле. Офицер Военно-морских сил США, участник Второй мировой войны.

## Биография
Эдвард Мур родился 20 октября 1897 года в поселении Рингголд, штат Виргиния.
Во время учёбы в Военно-морской академии США играл в футбол и занимался академической греблей, принимал участие в Королевской регате Хенли. Несмотря на недостаток опыта, за счёт упорных тренировок сразу начал показывать высокие результаты и в конечным счёте был выбран капитаном местного экипажа-восьмёрки.
Наивысшего успеха в гребле на международном уровне добился в сезоне 1920 года, когда, ещё находясь в академии в Аннаполисе, вошёл в основной состав американской национальной сборной и благодаря череде удачных выступлений удостоился права защищать честь страны на летних Олимпийских играх в Антверпене. В распашных восьмёрках с рулевым благополучно преодолел четвертьфинальную и полуфинальную стадии соревнований, выиграв у команд из Бельгии и Франции соответственно. В решающем финальном заезде почти на секунду опередил гребцов из Великобритании и тем самым завоевал золотую олимпийскую медаль.
Окончив академию в 1921 году, Мур поступил на службу в Военно-морские силы США и сделал достаточно успешную карьеру военного офицера. В ходе Второй мировой войны занимал должность начальника штаба командования Тихоокеанской тактической группы, за отличную службу был награждён орденом «Легион почёта», отмечен двумя Благодарностями президента. Уволился из вооружённых сил в 1945 году в звании контр-адмирала.
Умер 9 февраля 1968 года в городе Мидлберг, штат Виргиния, в возрасте 70 лет.